# Войско Речи Посполитой
Войско Речи Посполитой (пол. Wojsko I Rzeczypospolitej) — сухопутные вооружённые силы Речи Посполитой. Флот Речи Посполитой был невелик и особого значения не имел.

## История
В начале XV века войско объединённых личной унией Королевства Польского и Великого княжества Литовского было типичным феодальным ополчением, которое созывалось на время войны из числа вассалов короля Польши и великого князя Литовского (посполитое рушение). Оно, в основном, состояло из шляхетской конницы, однако созывалось и пешее ополчение из крестьян (драбы). Кроме того, польские короли и великие литовские князья могли в случае войны использовать наёмников из Чехии, Моравии, Силезии, позднее из Венгрии и Германии, а также вассальных татар. Немногочисленные подразделения телохранителей короля (curienses) и великого князя не имели серьёзного значения.
Но с конца XV века основу войска стали составлять отряды наёмников местной и иноземной военной традиции (войска польского авторамента). Они были, в основном, конными. В 1479 году впервые были выданы «листы пшиповедны» для набора 16 рот пехоты и 17 конных хоругвей (примерно 1200 ставок-порций и 60 коней в пехоте и 900 коней в коннице), которые должны были нести «оброну поточну» (obrona potoczna) от татар на южной границе Польши. Это был зародыш постоянной армии.
Наёмные конные роты местной военной традиции (позднее — хоругви) делились на тяжеловооружённые копийничьи и легковооружённые стрелковые. Разница между ними была в том, что в первых соотношение тяжеловооружённых всадников к легковооружённым конным стрелкам обычно составляла около 1 к 2, тогда как во вторых — 1 к 4. Командир наёмной роты (ротмистр) получал королевскую грамоту — лист пшиповедны/litterae servitii militaris, в которой определялись условия найма, и нанимал несколько опытных воинов-«товарищей», которые обычно были знакомыми ротмистра. «Товарищи» должны были явиться на службу с почтом (буквально — список), состоящим из нескольких коней и вооруженных воинов («почтовых», «шереговых» или «пахоликов»). 

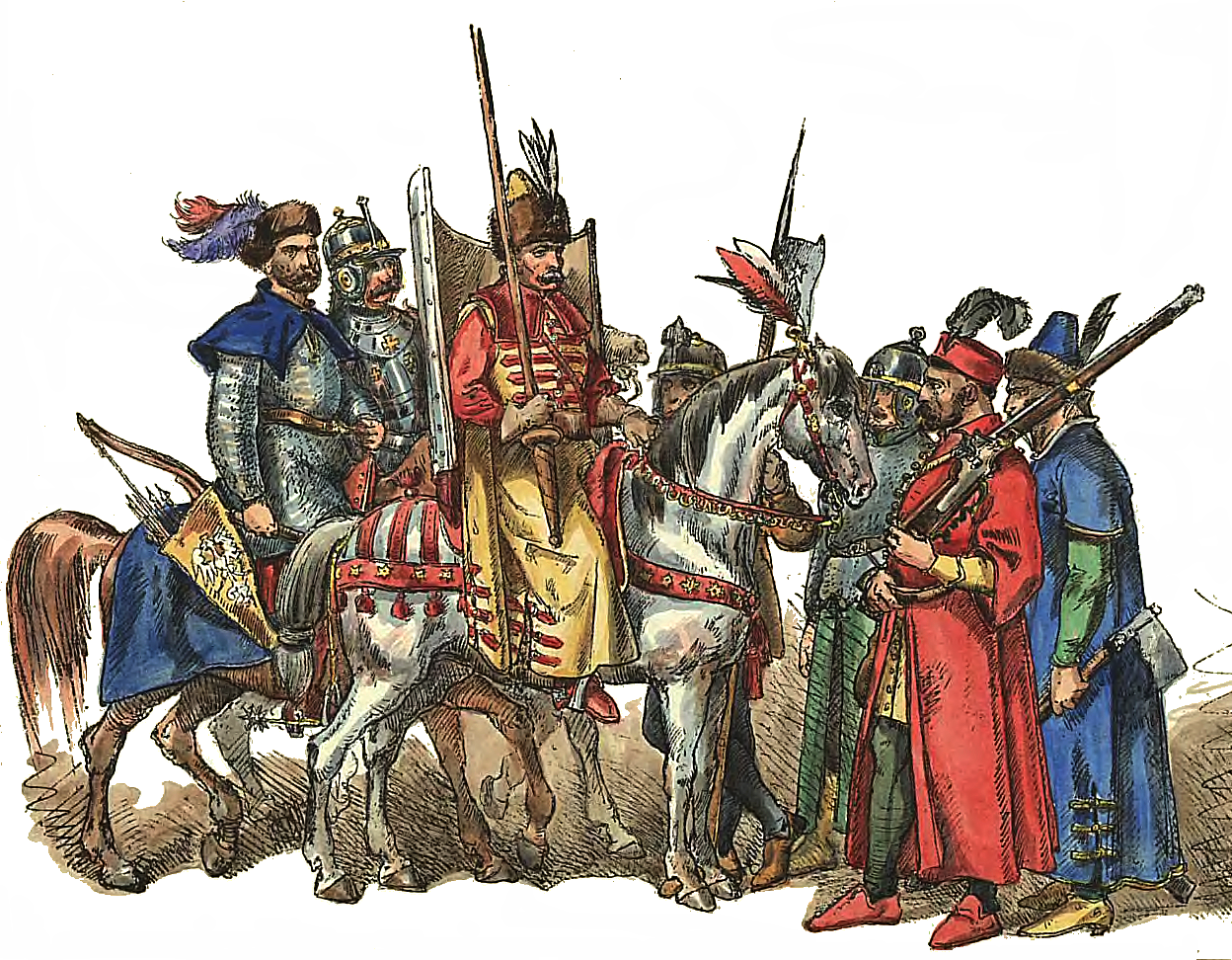
Воины Речи Посполитой в 1576-1586 годах, художник Ян Матейко

Пехотные наёмные роты организовывались похожим образом. Они были вооружены сначала арбалетами и луками, а на рубеже XV/XVI веков — также аркебузами.
К концу XVI века тяжеловооружённые «копийничьи» конные хоругви исчезли, и к 1573 года тяжеловооружённые воины составляли лишь 8 % польской конницы. Конные хоругви состояли теперь, в основном, из конных стрелков и гусар — нового вида лёгкой конницы, заимствованного около 1500 года на Балканах. Затем стрелковые хоругви были заменены казацкими (первая казацкая хоругвь была набрана в 1551 году).
К середине XVI века в войнах с крымскими татарами и Русским государством окончательно сложилось характерное для польско-литовского войска XVI — 1-й половины XVII веков тактическое построение, известное как «старое польское уряженье». Пехота и артиллерия перед битвой обычно оставались в вагенбурге. Конница выстраивалась в четыре линии. В первой линии (гуфе чельном) были тяжеловооружённые (gravioris armaturae) хоругви (сначала копийничьи, затем — гусарские), а на флангах были легкие (levioris armaturae) стрелковые и казацкие хоругви (посылковые гуфы). Вторую и третью линию составляли также лёгкие хоругви (черные гуфы и «стражники»). Четвертую линию, резерв польного гетмана, составляли несколько отборных тяжёлых хоругвей, которые вступали в бой в решающий момент. В случае неудачи конница могла укрыться в вагенбурге.

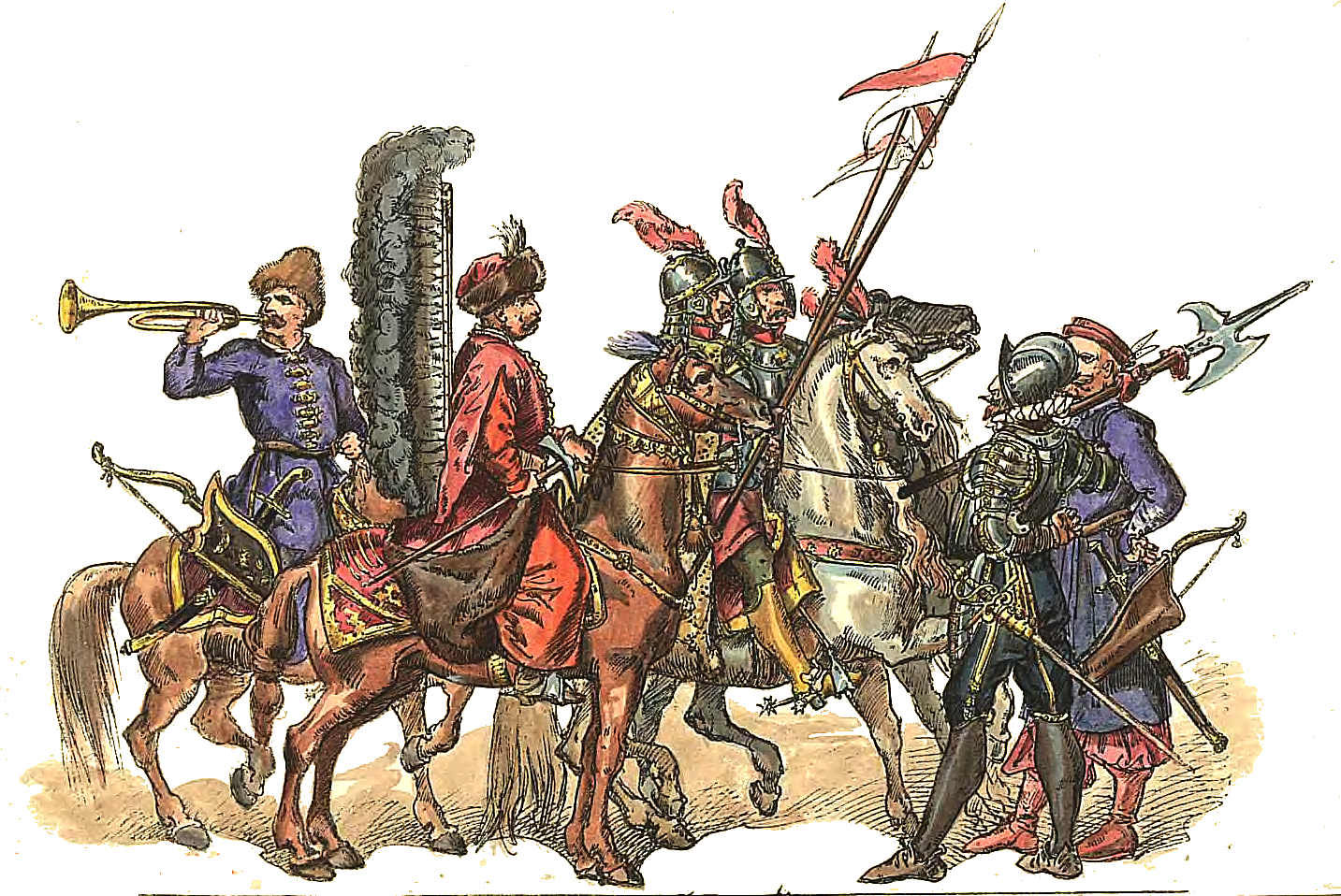
Воины Речи Посполитой в 1588—1632 годах, художник Ян Матейко

Ливонская война привела к реформе войска Речи Посполитой. В 1563 году «оброна поточная» была преобразована в «кварцяное войско» (wojsko kwarciane). В 1576 году гусария была выделена в отдельный род тяжёлой конницы, которая предназначались для нанесения таранного удара пиками в сомкнутых боевых порядках. Знаменитые «крылатые гусары» стали основой войска Речи Посполитой. Лёгкая конница была сведена в «казацкие» (преимущественно польские) и «пятигорские» (главным образом литовские) хоругви. В 1578 году появилась «пехота выбранецкая» (piechota wybraniecka). Те, кто в неё записывались, освобождались от повинностей и налогов и должны были проходить 3-месячные военные сборы каждый год. Также начала широко использоваться наёмная пехота из иностранцев (в частности из венгерских и трансильванских гайдуков, приведенных в Речь Посполитую Стефаном Баторием, а также немцев, шотландцев и прочих иноземцев). Конница всё еще преобладала, но доля пехоты в войске увеличилась.

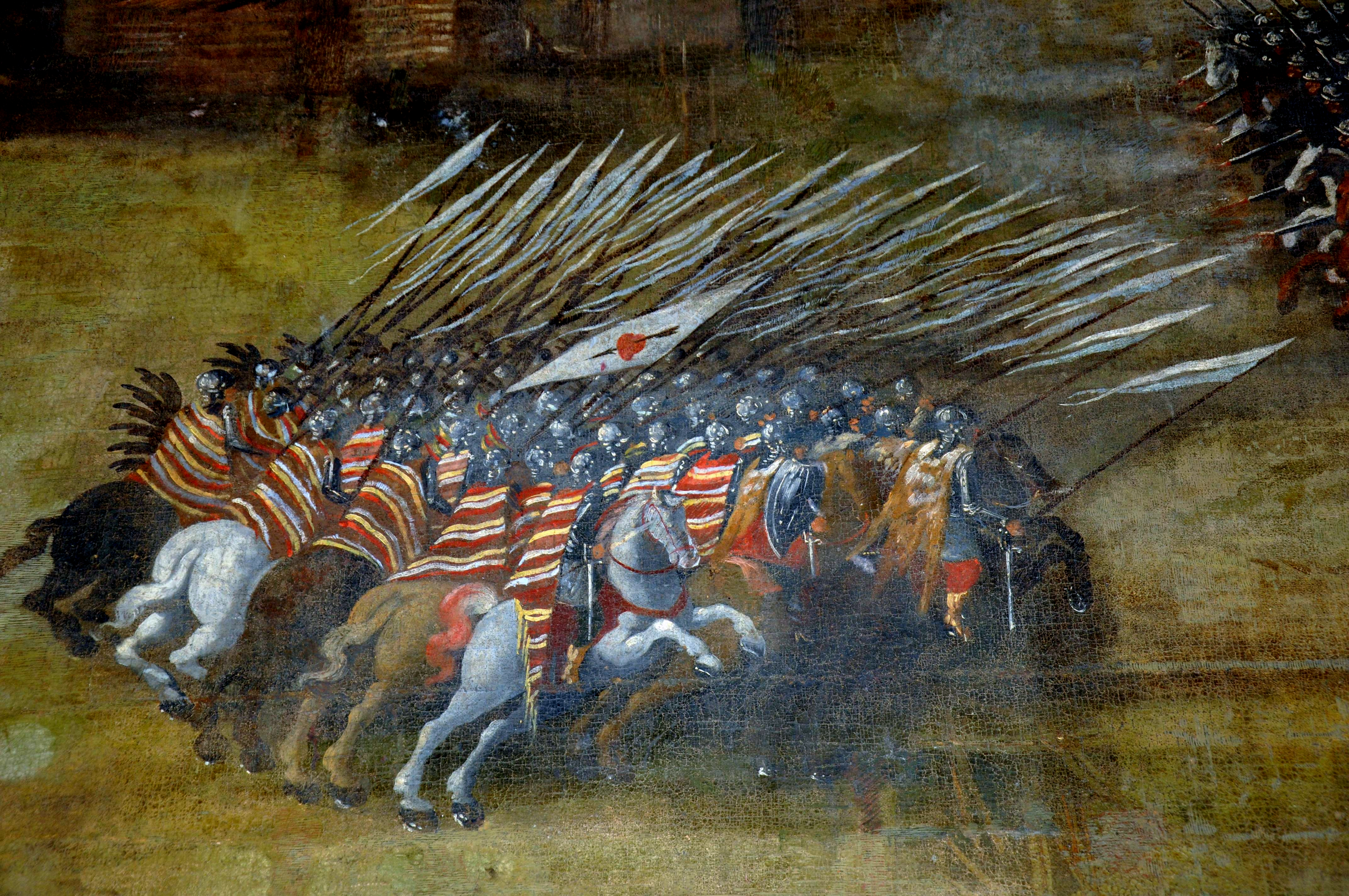
Атака хоругви крылатых гусар в битве при Клушине. Картина Шимона Богушовича (1610).

В начале XVII века начался постепенный процесс сокращения численности гусарии, но она ещё долго оставалась основной ударной силой. Пехота и артиллерия своим огнём подготавливала её атаку. Опрокинутый гусарами противник добивался легкими казацкими, татарскими и пятигорскими хоругвями. Лёгкая конница также успешно несла разведывательную и охранную службу, а также опустошала земли врага своими рейдами. Победы над войсками Максимилиана Габсбурга под Бычиной в 1588 году, над османско-татарским войском под Цецорой в 1595 году и под Хотином в 1621 году, над шведами под Кокенгаузеном в 1601 году, под Вейссенштейном в 1604 году и под Кирхгольмом в 1605 году, над русскими под Клушиным в 1610 году прославили войско Речи Посполитой. Однако после Альтмарского перемирия 1629 года со Швецией и Поляновского мира 1634 года с Русским царством преобразования в военной сфере затормозились. Победоносная армия, разбившая русских и способная побеждать шведов, была распущена, а кварцяное войско было сведено к минимуму.

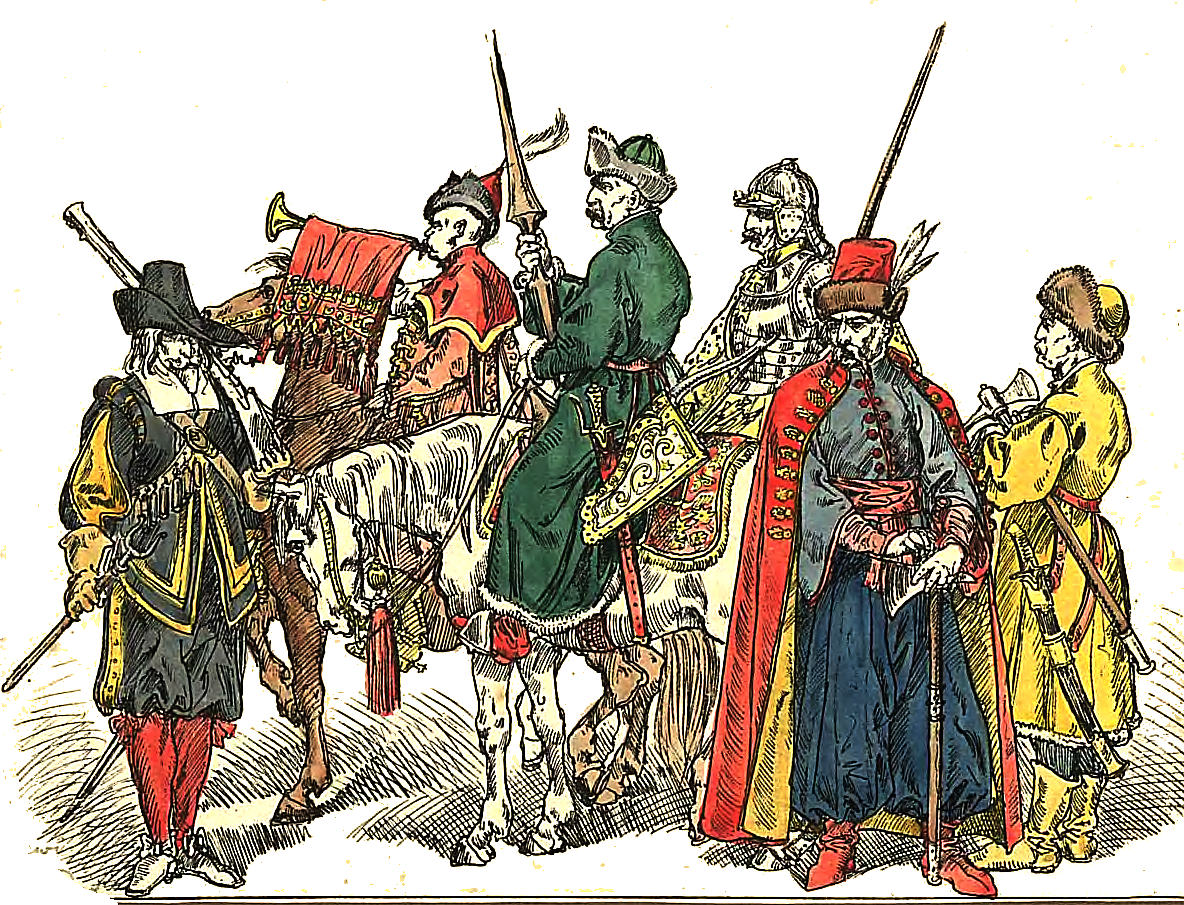
Воины Речи Посполитой в 1633—1668 годах, художник Ян Матейко

Владислав IV, правивший в 1632—1648 годах, увеличил число иностранной наёмной пехоты, а также перешёл к созданию войск «иноземного» или «немецкого строя» (иноземный авторамент), набираемых из своих подданных, но обмундированных, снаряжённых и обученных по западноевропейскому образцу. При этом к войску «национального строя» (народный авторамент) относились гусарские, казачьи, пятигорские и татарские конные хоругви, а также пешие гайдуки — польская пехота, снаряжённая по-венгерски.
В 1652 году вместо кварцяного войска было создано войско компутовое. К началу XVIII века полноценная регулярная армия в Речи Посполитой, в отличие от других государств, так и не была создана. Это было связано со слабостью королевской власти и опасениями магнатов и шляхты, что сильная регулярная армия станет в руках короля инструментом, который ограничит их «вольности».

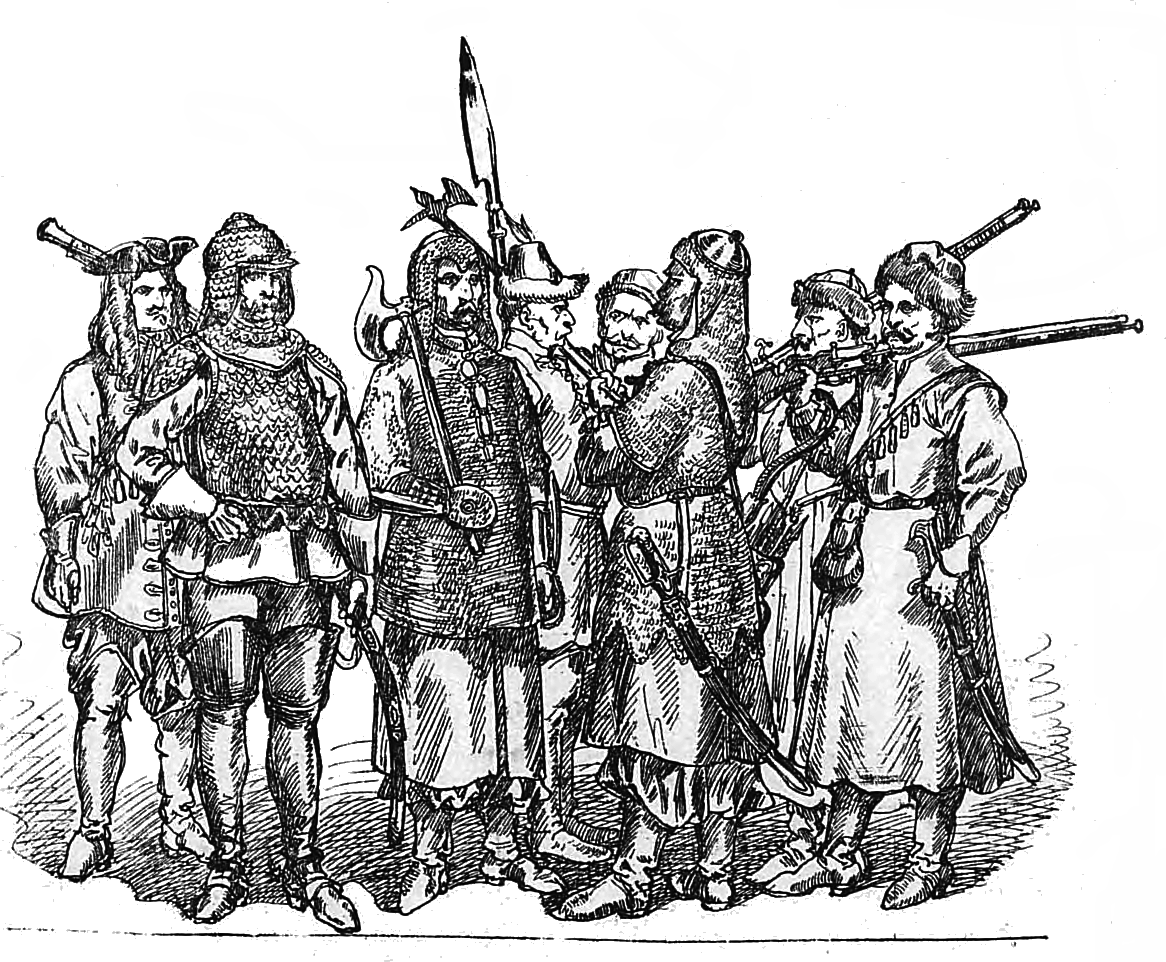
Воины Речи Посполитой в 1674—1696 годах, художник Ян Матейко

Чем совершеннее становилось огнестрельное оружие, тем труднее становилось гусарам и «панцерным» (так стали называться после начала в 1648 году козацкого мятежа на Украине бывшие коронные казацкие хоругви) разбить строй регулярной обученной неприятельской пехоты. Первые же сражения Северной войны, в особенности сражение при Клишове в июле 1702 года, наглядно продемонстрировали это.
Военная слабость Речи Посполитой в XVIII веке стала причиной вмешательства иностранных держав в её дела и упадка государства.
Полноценная регулярная армия появилась в Речи Посполитой только в конце XVIII века. В 1775 году была создана регулярная Национальная кавалерия.
В 1788 году Государственная комиссия обороны Речи Посполитой и Литвы издала следующую военную присягу для всех военнослужащих вооружённых сил Речи Посполитой. Это присяга, произнесённая на польском языке.

Клянусь Господу Богу Всемогущему в Святой Троице, единому и неповторимому, как Светлейший Станислав Август, король польский и великий князь литовский, и Союзу государств Речи Посполитой актом от седьмого октября тысяча семьсот восемьдесят восьмого года в Варшаве, под началом Великого княжества Литовского Станислава Малаховского, наследного князя, и Великого княжества Литовского Казимира. Я буду верен Конфедерации маршалов и Военной комиссии обеих наций: и да поможет мне Бог!
Оригинальный текст (пол.)Ja N.N. przysięgam Panu Bogu wszechmogącemu w Trójcy Świętej jedynemu, jako Najjaśniejszemu Stanisławowi Augustowi królowi polskiemu i Wielkiemu Księciu Litewskiemu, tudzież stanom skonfederowanym Rzeczypospolitej pod aktem siódmego października tysiąc siedemset osiemdziesiątego ósmego roku w Warszawie pod laskami Wgo Stanisława Małachowskiego koronnego i Wgo Kazimierza księcia Sapiechy Lit. marszałków konfederacyją związanym wiernym a Komisyi Wojskowej Obojga Narodów posłusznym będę: tak mi Boże dopomóż!

После принятия Конституции 1791 года была создана регулярная армия численностью 70 тысяч человек. Она делилась на две части: коронную и литовскую. Коронная насчитывала 50 тысяч человек, литовская — 20 тысяч, из них пехоты — 40 тысяч и кавалерии — около 30 тысяч человек. Пушек имелось около 200. Но противники конституции, создавшие Тарговицкую конфедерацию, обратились за помощью к Российской империи. В войне с Россией армия Речи Посполитой потерпела поражение, результатом чего стал  в 1793 году второй раздел Речи Посполитой. Он предусматривал практически полное расформирование армии Речи Посполитой. 

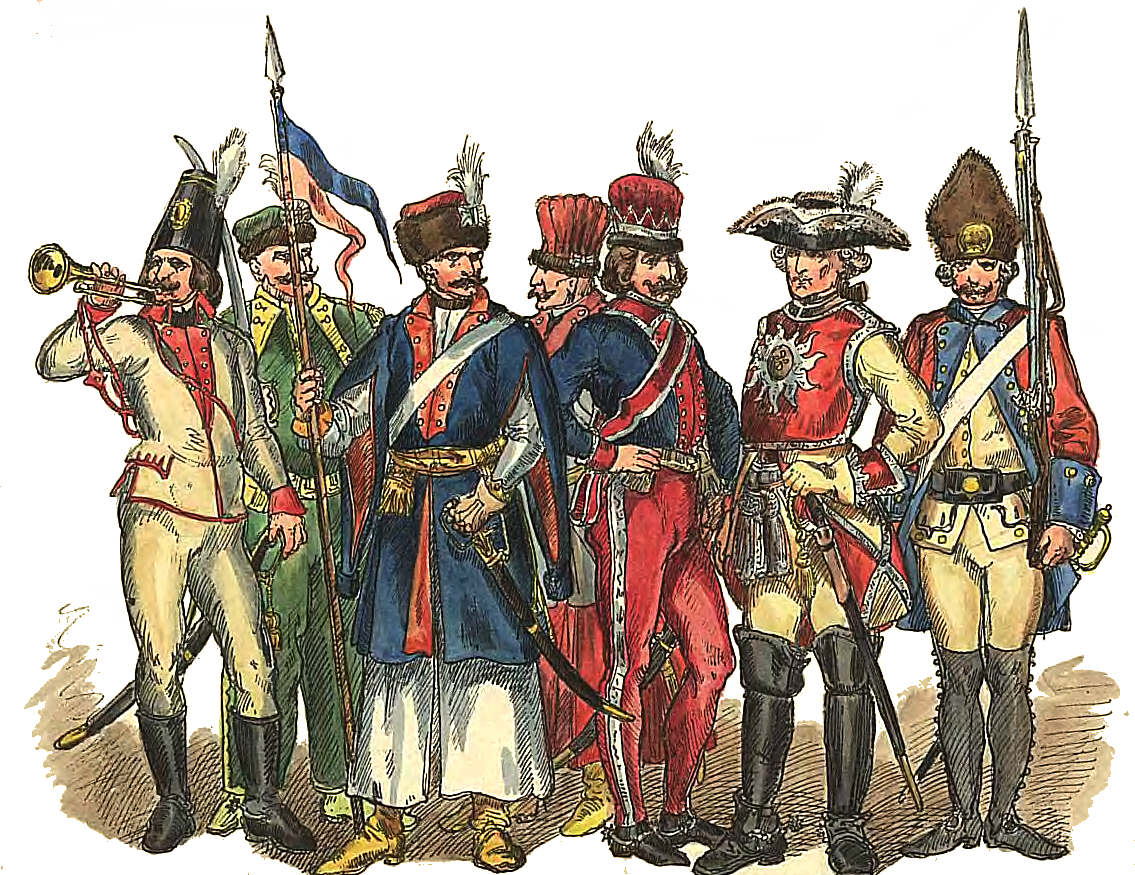
Воины Речи Посполитой в 1697—1795 годах, художник Ян Матейко

2 марта 1794 года командир дислоцированной в Пултуске кавалерийской бригады Антоний Мадалиньский отказался разоружить своих солдат и поднял восстание, которое затем возглавил Тадеуш Костюшко. Но повстанцы потерпели поражение, и третий раздел Речи Посполитой в 1795 году стал концом её существования.

## Состав

### Формирования
- Кварцяное войско (пол. Wojsko kwarciane) — регулярные отряды, уплачиваемые из так называемой «кварты», то есть налога, начисляемого арендаторам королевств. Образовались во 2-й половине XVI века из образований поточной обороны. Насчитывали от 2 до 6 тыс. солдат. Они состояли из конницы, пехоты и артиллерии.
- Суплементовое войско[пол.] (пол. Wojsko suplementowe) — формировалась в период войны так же, как и кварцяное войско.
- Компутовое войско (пол. Wojsko komputowe) — регулярное войско, образованное в 1652 году после объединения кварцяного войска с вспомогательной армией.
- Посполитое рушение (пол. Pospolite ruszenie) — дворянские отряды, призванные во время войны в качестве поддержки регулярных войск.
- Реестровое казачество (пол. Kozacy rejestrowi) — отряды, состоящие из запорожских казаков, внесенных в так называемый реестр.
- Коронная гвардия (пол. Gwardia koronna) — небольшое личное войско короля, главной целью которого было обеспечение безопасности правителя и его семьи.
- Наёмные войска (пол. Wojsko najemne) — отряды, состоящие, в основном, из иностранцев. В Речи Посполитой их применяли сравнительно редко и в небольших масштабах.
- Частные войска[пол.] (пол. Wojska prywatne) — отряды, удерживаемые магнатами численностью от нескольких сотен до нескольких тысяч солдат. Разновидностью магнатских войск было ординацкое войско (пол. Wojsko ordynackie).
- Уездные войска (пол. Wojska powiatowe) — отряды, зачисленные на службу по решению сеймиков и оплачиваемые ими. Их целью была борьба с местными угрозами (бандиты, татары). Они иногда участвовали в войнах вместе с государственной армией.
- Городские войска (пол. Wojska miejskie) — пехота и артиллерия, создаваемые городским правительством для обороны города.

### Рода войск
- Польская кавалерия[пол.] (пол. Jazda):
  - Крылатые гусары (пол. Husaria) — народный авторамент
  - Панцирные казаки (пол. Pancerni) — народный авторамент
  - Пятигорцы (пол. Petyhorcy) — народный авторамент
  - Лёгкая конница[пол.] (пол. Jazda lekka) — народный авторамент
  - Казацкая конница[пол.] (пол. Jazda kozacka) — народный авторамент
  - Татарская конница (пол. Jazda tatarska) — народный авторамент
  - Валашская конница[пол.] (пол. Jazda wołoska) — народный авторамент
  - Лисовчики (пол. Lisowczycy)
  - Уланы (пол. Ułany)
  - Национальная польско-литовская кавалерия[пол.] (пол. Kawaleria Narodowa)
  - Рейтары (пол. Rajtaria) — народный авторамент
  - Аркебузиры (пол. Arkebuzeria) — народный авторамент
- Пехота (пол. Piechota):
  - Лановая пехота[пол.] (пол. Piechota łanowa) — народный авторамент
  - Пехота выбранецкая (пол. Piechota wybraniecka) — народный авторамент
  - Дымовая пехота[пол.] (пол. Piechota dymowa) — народный авторамент
  - Венгерская пехота (пол. Piechota węgierska / piechota polsko-węgierska / piechota polska) — народный авторамент
  - Немецкая пехота (пол. Piechota niemiecka) — иноземный авторамент
  - Драгуны (пол. Dragonia) — иноземный авторамент
  - Запорожские казаки (пол. Kozacy zaporoscy)
  - Реестровое казачество (пол. Kozacy rejestrowi)
- Артиллерия Речи Посполитой (пол. Artyleria)
- Флот Речи Посполитой (пол. Flota Rzeczypospolitej) — играл небольшую роль